# DBNDD2
DBNDD2‏ (Dysbindin domain containing 2) هوَ بروتين يُشَفر بواسطة جين DBNDD2 في الإنسان.